# محمية المطلاع
محمية المطلاع محمية طبيعية، تقع بشمال الكويت، مساحتها أقل من كيلو متر مربع، توجد بها بعض النباتات مثل العجرف، والنباتات الحولية.